# Aspergillus clavatus
Aspergillus clavatus ist eine Schimmelpilzart aus der Gattung der Gießkannenschimmel (Aspergillus). Die kosmopolitisch verbreitete Art findet sich vor allem in der Erde und auf Kot. Sie kann aber auch Getreide befallen und beim Menschen Allergien hervorrufen.

## Beschreibung
Aspergillus clavatus wächst in flachen oder leicht pelzartigen Kolonien, das Mycel ist für Aspergillus-Kolonieen eher dünn, und die Konidiophore wachsen zwischen 1,5 und 3 Millimeter hoch aus. Sie durchmessen 20 bis 30 Mikrometer. An den Stielen entstehen große, blau-grüne, keulenförmige Köpfe. In einigen Stämmen verfärben sich die Köpfe mit dem Alter nach braun, in anderen Stämmen riechen die Kolonien stark übelriechend.
Die Köpfe sind 300 bis 400 Mikrometer lang und zwischen 150 und 200 Mikrometer breit. Im Alter teilen sich die Köpfe in zwei, drei oder mehrere kompakte Klumpen aus Konidienketten und können dann bis zu 1 Millimeter durchmessen. Die Sterigmata stehen in einer einzelnen Reihe und messen an der Basis der Keule 2,5–3,5 × 2,0–3,0 μm und an der Spitze der Keule 7,0–8,0 (in Extremfällen bis 10 μm) × 2,5–3,0 μm.
Die Konidien sind elliptisch und dickwandig. Sie messen 3,0–4,5 × 2,5–3,5 μm. 

## Lebensraum
Aspergillus clavatus ist kosmopolitisch verbreitet; der Verbreitungsschwerpunkt befindet sich offenbar in den Tropen und Subtropen. Die Art kommt vor allem im Boden, auf verwesenden Pflanzenteilen und in tierischem Kot vor. Bevorzugt wird der Kot von Haushühnern (Gallus gallus domesticus) und Tauben (Columbidae) besiedelt. Offenbar befällt die Art auch Getreide und andere Samen und kann so von Menschen und Tieren aufgenommen werden.

## Bedeutung
Diese Art kann das Gift Patulin produzieren, das mit Krankheiten bei Mensch und Tier in Verbindung gebracht wird.
Daneben werden noch Cytochalasin E, und Tryptiquivalin erzeugt. Außerdem gilt Aspergillus clavatus seit den 1930er Jahren als Hauptverursacher der Malzarbeiterlunge (exogen allergische Alveolitis). Wird stark kontaminiertes Getreide verfüttert, kann das zu schweren Viehkrankheiten und sogar zu Todesfällen führen.